# 普拉納達 (加利福尼亞州)
普拉納達（英語：Planada）是位於美國加利福尼亞州默塞德縣的一個人口普查指定地區。

## 地理
普拉納達的座標為37°17′00″N 120°19′00″W / 37.28333°N 120.31667°W，而該地最高點為海拔高度69米（即226英尺）。

## 人口
根據2010年美國人口普查的數據，普拉納達的面積為4.085平方千米，均為陸地。當地共有人口4584人，而人口密度為每平方千米1,122人。